# 華僑節
華僑節是中華民國政府迁台後所设立的非放假纪念性節日，定為每年的10月21日，旨在紀念海外僑胞爲中华民国民主革命的支持與貢獻。

## 來源
1949年，中華民國政府於國共內戰節節敗退，當時中國國民黨執政的中央政府於同年12月播遷臺灣。而當時海外華僑和華裔大多為中華民國國父孫文的忠誠信徒，對孫先生創建的中華民國有十分深厚的感情；中華民國政府在如此頹勢時，僑民們紛紛建議召開僑務會議，以期匯聚海內外僑社力量，貢獻華僑救國之大任。
民國四十一年（1952年）10月21日，僑務委員會委員長兼中國國民黨中央委員會第三組主任鄭彥棻奉政府之令，於台北市新北投僑園（之後原地改建為華僑會館）召開第一次「全球僑務會議」，一連進行七天，有海內外僑胞307人與會。中華民國政府感念華僑愛國之熱忱，特令將全球僑務會議第一日定爲「華僑節」，以紀念海外僑胞對民主革命的支持、貢獻，及對國家、政府的支援。
當時，總統蔣中正特別指示鄭彥棻，會後應設立常設性的機構，以「延續全球僑務會議之功能，維繫海外僑團、僑領、僑胞，推廣愛國運動，支持中華民國政府，促進僑社興盛發展」。於是會上又通過了《華僑救國聯合總會組織章程》，宣告華僑救國聯合總會成立。此後的華僑節，都由華僑救國聯合總會主持舉辦。

## 慶祝情況

### 台灣
- 民國四十一年（1952年）10月21日，時任僑務委員會委員長兼中國國民黨中央第三組主任的鄭彥棻先生，奉政府之令於台北近郊新北投的僑園（今爲華僑會館）召開第一次「全球僑務會議」，有海內外僑胞307人與會，會議一連進行七天。

台灣自第一屆全球僑務會議後，每年都會舉辦華僑節慶祝大會及相關紀念活動，常有著名政治人物赴會參加。如：
- 2012年，第六十屆華僑節暨僑聯總會成立60年慶祝大會，於10月8日上午在台北市張榮發基金會舉行。中華民國總統馬英九親臨道賀並致詞。10月21日，國父孫中山先生之孫女孫穗芳博士捐贈華僑救國聯合總會的國父雕像在台北揭曉。
- 2013年，第六十一屆華僑節慶祝大會暨華僑救國聯合總會海外理事會開幕典禮，於10月7日上午9時在台北市國軍英雄館舉行，海內外華僑、歸僑個人、團體及全國各界代表，均與會共襄盛舉。中華民國副總統吳敦義應邀參加並致詞。

### 香港
全球僑務會議召開時，香港處在英國的殖民統治下，當時香港華僑普遍認同中華民國政府，因此亦有香港華僑到會參加。在宣佈設立華僑節後，香港亦跟隨中華民國政府決定，在民间推行华侨节。此後每年都会举办纪念盛会，华人华侨与此日相会，共祝祖国富强、民生安乐。
香港华侨社团以及各国华侨群众团体，包括按地区、行业、姓氏宗祠等不同群体都有代表参加在香港举办的华侨节。这个节日活动从10月1日一直延续到10月30日止，整整一个月的时间。活动内容极为丰富，从政治、经济、文化、艺术、谱谍、探亲一直到体育比赛，无所不包。香港当局在华侨节期间，在交通、食宿、会议场地、旅游观光等各方面，都给予大力支持。许多海外赤子也在参加了华侨节之后，通过罗浮桥回到祖国探亲访友，旅游观光。每年香港华侨节，各旅行社、宾馆、航空公司都是旺季，机票、床位都很拥挤紧张。

### 中国大陸
中华人民共和国並没有推行過华侨节，民间曾偶爾有设立华侨节的呼吁声音。

#### 民间声音
2011年有人在天涯社区上发贴《建议把「补天节」和「华侨节」正式确立为全国的节日》。呼吁将台湾10月21日华侨节引进大陆，从官方管道确立「华侨节」，使中国两岸三地的华侨节可以对应一致。

#### 官方平台
2006年，全国政协十届四次会议，香港政协委员马介璋曾提议设立华侨节，「通过每年『华侨节』纪念庆祝活动，弘扬海外华侨、华人艰苦创业、爱国爱乡的精神，从而把广大海外侨胞团结起来，更好地为中国的现代化建设事业与和平统一大业作出贡献。」
2012年两会期间，香港政协委员黄志祥曾提议设立华侨节，以此「鼓励海外华侨及其子女回国参加工作、学习」。
2013年两会期间，福建人大代表郑奎城提议将「华侨旗帜」陈嘉庚诞辰设为华侨节，他希望「能把陈嘉庚先生的诞辰10月21日，或者是毛泽东为陈嘉庚题词『华侨旗帜，民族光辉』的11月18日，设为华侨节或华侨日。」「中国已有不少省份设立了类似节日，如果在国家层面设立华侨节或华侨日，是对华侨贡献的肯定，对聚侨心、汇侨力也有很大帮助。」虽然郑奎城提议的日期10月21日和台湾华侨节日期相同，但台湾设立华侨节时和陳嘉庚并无关联。

### 其他地区
包括中国大陆人在內的海外侨胞普遍会在10月21日这天庆祝华侨节，举办聯歡活動等。

## 外鏈及參考
- 中華民國華僑救國聯合會 （页面存档备份，存于）
- 中華民國僑務委員會 （页面存档备份，存于）
- 建议把“补天节”和“华侨节”正式确立为全国的节日
- 中国香港华侨节 侨胞们激情洋溢-中華僑鄉網 （页面存档备份，存于）
- 福建代表团郑奎城建议将陈嘉庚诞辰设为华侨节 （页面存档备份，存于）
- 政协委员马介璋：设立“华侨节”　团结海外侨胞 （页面存档备份，存于）
- 设节促和谐 “纪念”激斗志 （页面存档备份，存于）
- 香港政协委员：建议组织华侨节鼓励华侨子女回国 （页面存档备份，存于）